# Isabelle Cottenceau
 (août 2023).
Si vous disposez d'ouvrages ou d'articles de référence ou si vous connaissez des sites web de qualité traitant du thème abordé ici, merci de compléter l'article en donnant les références utiles à sa vérifiabilité et en les liant à la section « Notes et références ».
Isabelle Cottenceau est autrice et réalisatrice de documentaires français.

## Biographie

### Enfance et formation
Après des études de lettres et de cinéma, Isabelle Cottenceau signe une trentaine de documentaires et de grands reportages pour TF1, France Télévisions, Canal+, Arte et M6.

### Carrière
Elle est à l’origine de plusieurs enquêtes sociétales sur l’enfance : le scandale des adoptions de force en Angleterre (Canal+),, l’autisme ainsi que la prise en charge des mineurs victimes (M6) , ou encore les nouvelles méthodes d'enseignement (TF1).
L’engagement des femmes est au coeur de plusieurs de ses films. Dans « Sous les pavés, la jupe » (Arte), elle raconte comment le vêtement a été une arme politique de leur émancipation. Avec « Valérie Lang, le cœur battant » (Arte.tv ), elle fait le portrait, à travers ses écrits, de la comédienne de théâtre, fille de Jack Lang.Dans « Ambassadrice : Les risques du métier » (TF1), elle suit Hélène Le Gal, première femme à prendre la tête de l’ambassade de France en Israël.
Elle a aussi réalisé pour Arte des enquêtes documentaires sur la réconciliation des villes avec la nature (« Naturopolis »), sur la foi face au récit de nos origines (« Le monde a-t-il été créé en sept jours ? ») ou encore sur la gastronomie nippone, avec de grands chefs parisiens et tokyoïtes (« Y’a du sushi à s’faire ») 
Elle a pu exprimer un point de vue plus artistique à travers des œuvres comme « Les Zouaves du Pont de l’Alma » (Arte), « Éloge de la laideur » (Arte), ou pour la collection documentaire « La grande expo » (Paris Première).
Elle a co-signé « A la vie à mort » (France 3), le documentaire sur l’histoire de Philippe Pozzo di Borgo et d’Abdel, les vrais personnages à l'origine du succès « Intouchables »,, d'Eric Toledano et Olivier Nakache.
Elle a réalisé un documentaire sur le chanteur et auteur Doriand, qui a écrit pour Mika, Julien Doré, Sylvie Vartan, Lio, Michel Polnareff, Alain Bashung...
En 2022, son « Looking for Chloé » ("Gaby, the woman behind Maison Chloé") sur l'histoire de Gaby Aghion, fondatrice de la maison Chloé, est récompensé de plusieurs prix, dont celui du meilleur documentaire au London Fashion Festival et une sélection au Jewish Film Festival de NYC,
Elle est également la réalisatrice du long métrage documentaire « Dieu peut se défendre tout seul », librement inspiré du livre « Le droit d'emmerder Dieu » de Richard Malka, sorti en salles en 2024 ,, et 2025.
Dans son dernier film « Itinéraire d'un masculiniste : L'affaire Mickaël Philétas (MyCanal) », elle alerte sur les dangers d'une idéologie à travers le meurtre de Mélanie Ghione par Mickael Philetas (d).